# Axel Wiberg
Axel Wiberg (født 14. november 1925, død 5. juni 2019) var en dansk atlet.
Wiberg som var medlem af Ben Hur og vandt det danske mesterskab i stangspring 1947.

## Danske mesterskaber
- Sølv 1953 Stangspring 3,80
- Sølv 1952 Stangspring 3,70
- Sølv 1951 Stangspring 3,90
- Sølv 1949 Stangspring 3,90
- Bronze 1948 Stangspring 3,60
- Guld 1947 Stangspring 3,95
- Sølv 1945 Stangspring 3,80